# Centradenia paradoxa
Centradenia paradoxa är en tvåhjärtbladig växtart som först beskrevs av Friedrich Fritz Wilhelm Ludwig Kraenzlin, och fick sitt nu gällande namn av Frank Almeda. Centradenia paradoxa ingår i släktet Centradenia och familjen Melastomataceae. Inga underarter finns listade i Catalogue of Life.